# Longarone
Longarone – miejscowość i gmina we Włoszech, w regionie Wenecja Euganejska, w prowincji Belluno. Według danych na styczeń 2009 gminę zamieszkiwało 4047 osób przy gęstości zaludnienia 39,1 os./1 km².
9 października 1963 cała miejscowość została zniszczona na skutek katastrofy zapory wodnej Vajont.